# Командир повітряного судна
Командир повітряного судна (КПС) — командир екіпажу повітряного судна у цивільній авіації.

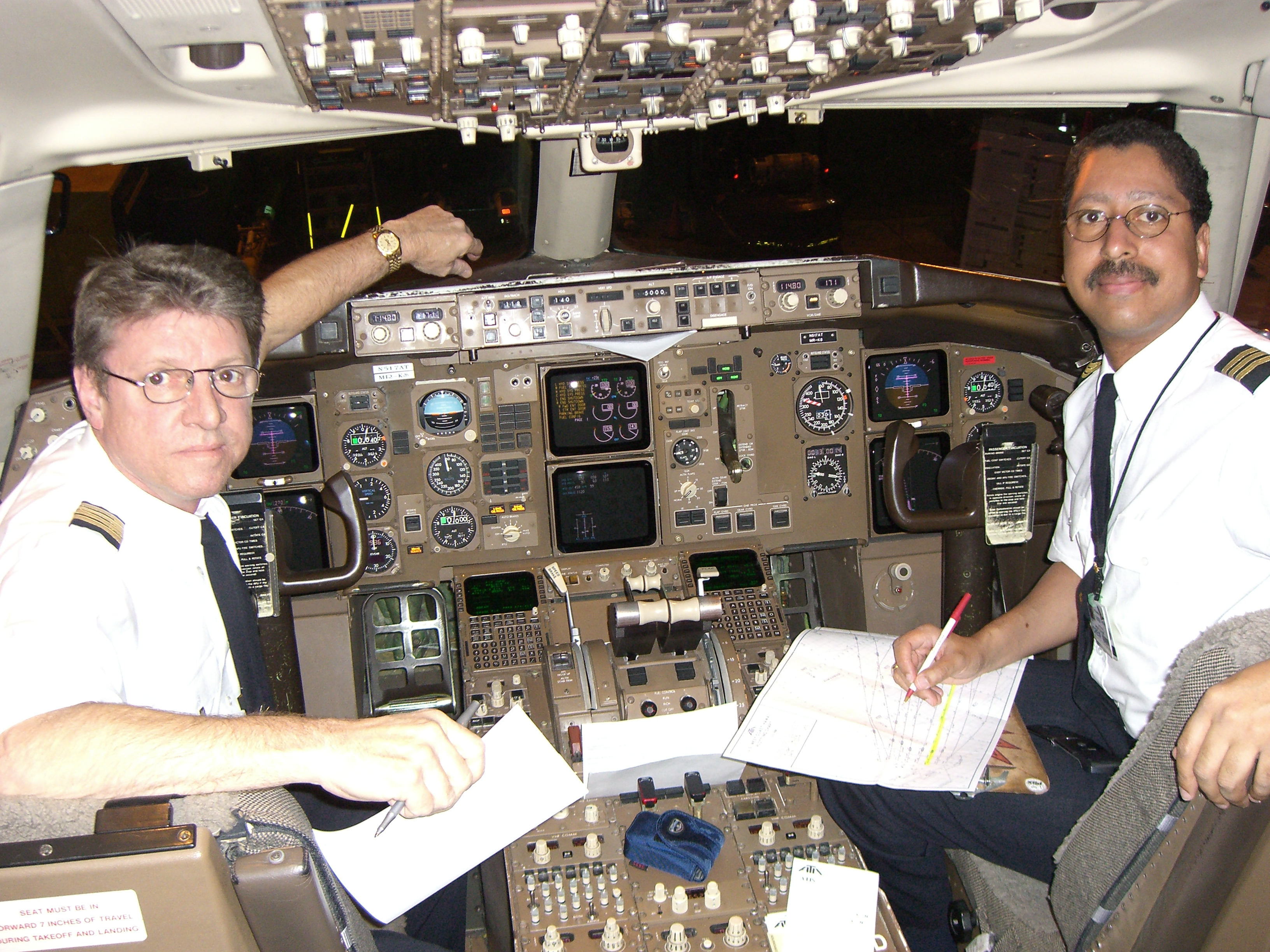
Командир повітряного судна, як правило, займає місце ліворуч в кабіні пілотів.

Окрім безпосередньо керування судном, виконує управлінські та адміністративні функції під час польоту. Відповідає за його експлуатацію та безпеку під час польоту. 
Командиром, як правило, є пілот із найбільшим льотним досвідом серед інших членів екіпажу в типових дво- або три- пілотних льотних екіпажах (окрім нього ще другий пілот та бортінженер), або пілот невеликого судна, якщо існує тільки один сертифікований і кваліфікований пілот за штурвалом літака. Командир повинен бути юридично сертифікований (або іншим чином уповноважений) на експлуатацію літального апарата для конкретних польотних умов. Командир екіпажу юридично відповідає за повітряне судно, його безпеку та експлуатацію польоту, і, як правило, є відповідальним за порушення будь-яких правил польоту.